# 蒂耶特勒维尔
蒂耶特勒维尔（法語：Thiétreville，法語發音：[tjetʁəvil]）是法国滨海塞纳省的一个市镇，属于勒阿弗尔区。

## 地理
蒂耶特勒维尔（49°42'58"N, 0°30'51"E）面积5.33 平方千米，位于法国诺曼底大区滨海塞纳省，该省份为法国北部沿海省份，其西部及北部濒大西洋英吉利海峡，东起顺时针与索姆省、瓦兹省、厄尔省和卡爾瓦多斯省接壤。
与蒂耶特勒维尔接壤的市镇（或旧市镇、城区）包括：里维尔、瓦尔蒙、伊普勒维尔-比维尔。

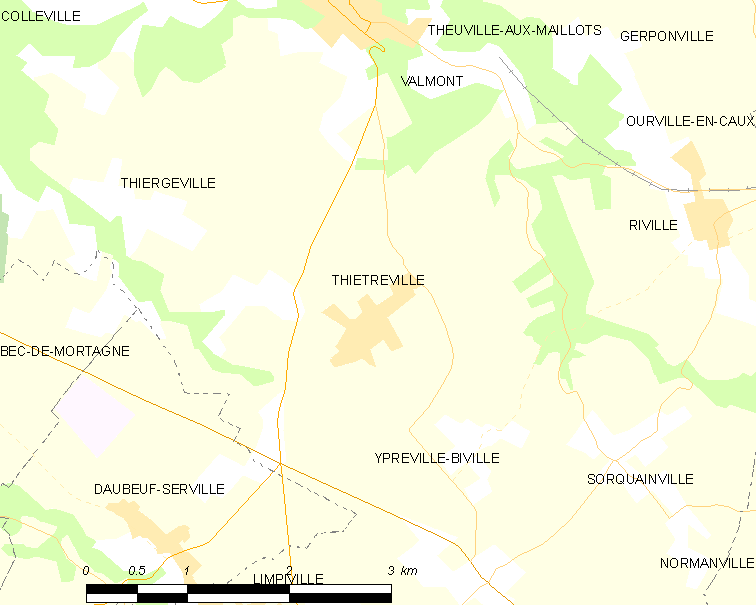
蒂耶特勒维尔的OSM定位图

蒂耶特勒维尔的时区为UTC+01:00、UTC+02:00（夏令时）。

## 行政
蒂耶特勒维尔的邮政编码为76540，INSEE市镇编码为76689。

## 政治
蒂耶特勒维尔所属的省级选区为费康县。

## 人口

1962-2008年间蒂耶特勒维尔人口变化图示

蒂耶特勒维尔于2022年1月1日时的人口数量为375人。